# 曹恩成
曹恩成（정광범，1992年12月7日—），北韓男子短道速滑運動員，出生於滿浦市。他在兒時因收到父親的溜冰鞋而對溜冰產生興趣，後來進入滿浦市青年體育學校接受短道速滑訓練，並成為江界洞第一教育大學的學生。2018年，他出戰平昌冬季奧運男子1500米賽事，但由於訓練時受傷，他在初賽負傷出賽最終以2分18秒213完成賽事，名列小組第六，未能出線。

## 資料來源
1. ↑  . www.pyeongchang2018.com.   [2018-03-12]. （原始内容存档于2018-02-10）.
2. ↑  . The Korea Times. Yonhap. 2018-02-03  [2018-02-11]. （原始内容存档于2018-02-11）.